# Regina Dal Cin
Regina Dal Cin, nata Regina Marchesini (San Vendemiano, 4 aprile 1819 – Cappella Maggiore, 15 agosto 1897), è stata un'osteopata italiana esperta nella pratica della ricomposizione delle lussazioni femorali.

## Biografia
Figlia di Adriana Zandonella, abile "acconcia-ossi", e di Lorenzo Marchesini, fin da piccola è presente durante le pratiche della madre che, accortasi della predisposizione della bambina, la istruisce nel sistemare le slogature delle ossa e dei muscoli. A 10 anni Regina va a vivere dal fratello ad Anzano, frazione di Cappella Maggiore e qui attraverso l'osservazione dei cadaveri dell'ospedale di Ceneda approfondisce lo studio della muscolatura e delle ossa, con particolare attenzione al posizionamento del femore.

### Attività professionale
A 18 anni si sposa con Lorenzo Dal Cin e del giorno del suo matrimonio lei stessa racconta che nella mattina operò felicemente quattro lussazioni guadagnando così le spese per le nozze. Rimasta presto vedova con una figlia, continua la sua attività specializzandosi sempre più. Dopo aver guarito con successo un carrettiere di Alpago al quale i chirurghi avevano diagnosticato inevitabile l'amputazione di una gamba, viene denunciata dai medici per l'esercizio di una professione in cui non era legalmente approvata. Nel processo viene difesa dalla persona curata e viene sciolta dall'accusa con l'ingiunzione di non più operare.
Nel 1843 raggiunge una esperienza e abilità tali da anticipare con precisione per ciascun caso la riuscita del trattamento, dando inoltre precise istruzioni sul decorso post trattamento: da sua madre ha appreso la sistemazione di lussazioni e fratture, con il suo studio e applicazione è diventata esperta nella riposizione del femore, attività che continua ad esercitare di nascosto. Guarisce in pochi minuti ed in modo indolore e le cronache del tempo raccontano come fosse difficile trovare ospitalità negli alberghi della zona, sempre occupati dai malati venuti a farsi curare.
Nel 1867 ha un nuovo processo nel quale si difende da sola e viene assolta in appello. Dopo la sentenza, alla presenza del giudice, dichiara che avrebbe "operato fino alla morte".
Nelle varie contrapposizioni tra i medici rispetto ai successi ottenuti da questa abile "acconcia-ossi", parecchi negano i buoni risultati nonostante le tante testimonianze dirette di persone beneficiate, mentre alcuni di loro esprimono attestati di stima, come il dottor Antonio Trombini di Venezia, il quale ebbe a dire che l'arte di Regina dal Cin: 
(Antonio Trombini)
Nonostante il divieto ad operare, la sua fama si estende anche a Venezia, dove viene chiamata più volte a ricomporre lussazioni del femore e trattare casi ancora più gravi considerati "irreducibili" dalla chirurgia ufficiale. I risultati sono numerosi e importanti tanto che sulla Gazzetta di Venezia vengono pubblicate autentiche dichiarazioni sui risultati conseguiti con il suo intervento che avevano permesso alle persone trattate di ritornate ad una vita normale, contraddicendo i responsi dei medici.
Viene chiamata anche a Trieste e dopo tre giorni di casi curati, il Municipio la invita ad operare all'interno dell'Ospedale civico alla presenza di illustri chirurghi.
Tra le altre città dove viene invitata, nel 1871 è a Vienna e nel febbraio del 1872 è a Torino presso l'Ospedale Oftalmico.
Venne definita l'"empirica" dai rappresentanti della medicina ufficiale. Per le prestazioni rese percepiva compensi proporzionali alle condizioni economiche delle persone beneficiate.
Allo scopo di creare una struttura accogliente e adeguata alle necessità, con quanto guadagnato fece costruire una casa di notevoli dimensioni che prese il nome di Palazzo Regina Dal Cin dove ospitava anche per parecchi giorni le persone da trattare. Il palazzo, costruito su più piani, ha decorazioni pittoriche esterne e nella facciata principale un balcone con porta e finestre che presentano elementi scultorei con fiori o frutta e animali quali leoni, gatti e cani. L'interno presenta pavimenti alla veneziana colorati ed elaborati e i soffitti decorati.

### Pubblici riconoscimenti
Riceve pubblici riconoscimenti e l'offerta da parte del Comune di una casa ed una rendita annua per continuare ad operare in ospedale chi ne avesse bisogno.
I successi ottenuti nella ricomposizione delle lussazioni del femore congenite e antiquate, ampiamente documentate, assieme alle attestazioni da parte di medici e chirurghi di Venezia, Trieste, Vittorio Veneto, Mira, Dolo e Mirano contribuiscono a che il Ministro dell'interno, sentito il Consiglio superiore di sanità, riconoscendo la sua abilità per tutti i casi risolti, nel 1871, emani un decreto che autorizza Regina Dal Cin alla pratica della specialità delle lussazioni femorali con l'obbligo di operare alla presenza di un medico, accorgimento da lei adottato già da tempo.
Benedetto Zenner, che nel 1871 pubblica il testo Cenni biografici di Regina Dal Cin (l'Operatrice di Anzano), così la descrive: 
(Benedetto Zenner,)
Muore ad Anzano il 15 agosto 1897 a 78 anni.

## Intitolazioni

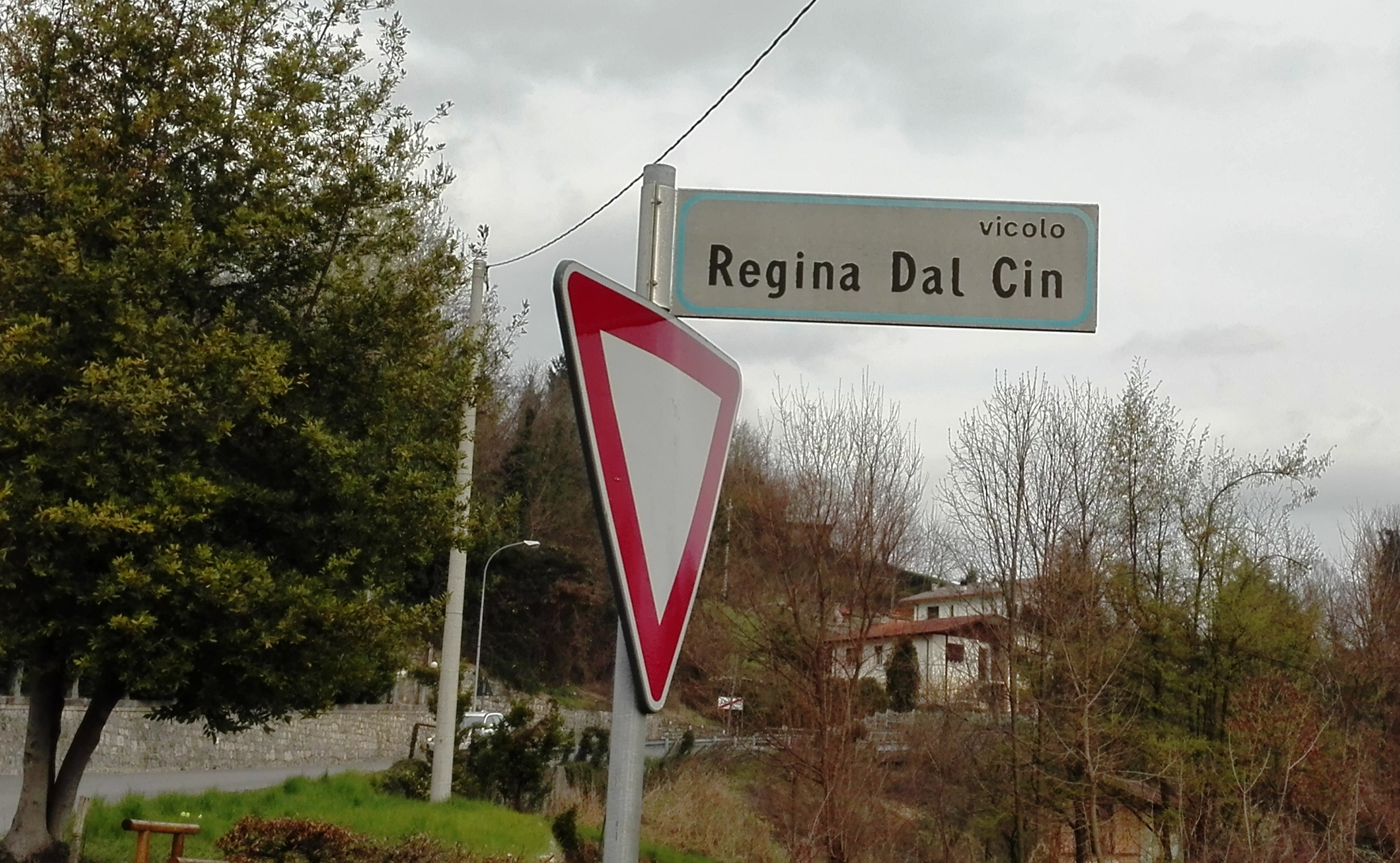
Targa via Regina dal Cin - Cappella Maggiore (TV)

Il comune di Cappella Maggiore (TV) le dedica un vicolo che parte di fronte a Palazzo Regina Dal Cin ed una scuola primaria.